# Key Biscayne
Key Biscayne – wieś w Stanach Zjednoczonych, w stanie Floryda, w hrabstwie Miami-Dade. Zajmuje środkową część wyspy o tej samej nazwie, położonej pomiędzy zatoką Biscayne a otwartym Oceanem Atlantyckim, nieopodal miasta Miami.